# 小船越インターチェンジ
小船越インターチェンジ（おぶなこしインターチェンジ）は、長崎県諫早市小船越町にある島原道路のインターチェンジである。島原方面のみ出入り可能のハーフインターチェンジである。

## 概要
諫早市小船越町のほぼ西端に位置する。
隣の諫早インターチェンジは、島原道路としての出入口は持たない（島原道路と長崎自動車道の料金所が直結している）ため、下り線（諫早IC方面）では「この先有料道路」「無料区間終点」「諫早ICでは一般道に降りられません」と案内されている。

## 歴史
- 2018年（平成30年）3月24日 - 栗面IC - 小船越IC（2.7 km）間開通[1]。
- 2020年（令和2年）3月22日 - 小船越IC - 諫早IC間開通[2]。

## 接続する道路
- 国道34号

## 周辺
- 西諫早駅
- 西諫早病院
- 長崎県立農業大学校
- 長崎県農林技術開発センター
- 長崎県中央家畜保健衛生所

## 隣
島原道路
(10) 諫早IC - 小船越IC - 栗面IC